# Bože, Zarja chrani!
"Bóže, Carjá chraní!" (in russo Бо́же, Царя́ храни́!?; [ˈboʐə tsɐˈrʲa xrɐˈnʲi]; in italiano: Dio, Proteggi lo Zar!), inizialmente conosciuto come "Molitva Russkogo naroda" (in russo Mолитва русского народа ?; [mɐˈlʲitfə ˈrusskəvə nɐˈrodə]; in italiano: La preghiera del popolo russo), è stato l'ultimo inno nazionale dell'Impero russo. La composizione fu scelta a seguito di un concorso tenutosi nel 1833. L'autore è il violinista Principe Aleksej Fëdorovič L'vov mentre il testo fu redatto dal poeta romantico Vasilij Andreevič Žukovskij. Adoperato da molti compositori, rimase l'inno ufficiale dell'Impero per 84 anni fino alla rivoluzione russa del 1917, quando fu sostituito dapprima dalla "Marsigliese dei lavoratori" e in un secondo tempo da "L'Internazionale".

La colonna sonora di Maurice Jarre per il film del 1965 Il dottor Živago riprese in più punti l'inno, tra cui nell'Overture.

## Storia
Nel 1833, lo zar Nicola I, dopo una visita di Stato in Austria e Prussia, commissionò a Aleksej Fëdorovič L'vov una nuova melodia per La preghiera dei russi, l’inno imperiale di quel periodo: infatti quest’ultimo, scritto da Vasilij A. Žukovskij durante il periodo di fervore patriottico succeduto alla vittoria su Napoleone e pubblicato sulla rivista “Il figlio della patria” nel 1815, originariamente era privo di base musicale e s'era deciso di cantarlo sulle note di God save the King, cosa che non era gradita allo zar Nicola. Nel periodo in cui L'vov compose la melodia, Žukovskij modificò il testo dell'inno.
La nuova versione dell’inno venne suonata per la prima volta il 18 dicembre 1833 col nome di “preghiera del popolo russo” e divenne ufficialmente l’inno dell’Impero l’anno dopo.
Molti musicisti russi fecero uso del suo tema musicale nelle proprie composizioni: Pëtr Il'ič Čajkovskij, per esempio, la inserì nell'Ouverture 1812 (in un momento in cui vengono usati anche dei cannoni a salve), nella Marcia Slava e nella sua ouverture sull'inno nazionale danese. Durante l'era sovietica l'inno fu severamente proibito, ne fu impedita anche la riproduzione su vinile tanto che le uniche incisioni risalgano a prima della rivoluzione del 1917, inoltre nelle sopracitate opere liriche le autorità ne imposero la modifica inserendo melodie patriottiche in sostituzione di "Dio Salvi lo Zar!".
Dopo il crollo dell'URSS vi sono stati dei dibattiti su una possibile reintroduzione dell'inno, con un testo modificato per le esigenze di una repubblica federale. Nel 1998 il poeta Aleksandr Gradskij propose un nuovo testo, nel quale, invece di pregare per la salvezza dello zar, si invocava la salvezza del popolo e della Madre Russia. Sotto le varie presidenze di Putin e dopo la canonizzazione dell'ultimo zar Nicola II nel 2000, l'inno ha via via recuperato una certa notorietà e viene spesso suonato nelle commemorazioni pubbliche.

## Testo

### Russo
|: Боже, Царя храни!
Сильный, державный,
Царствуй на славу, Hа славу намъ! :|
|: Царствуй на страхъ врагамъ,
Царь православный.
Боже, Царя храни! :|

### Traslitterazione
|: Bóže, Carjá chraní!
Síl'nyj, deržávnyj,
Cárstvuj na slávu, Na slávu nam! :|
|: Cárstvuj na strach vragám,
Car' pravoslávnyj.
Bóže, Carjá chraní! :|

### Traduzione italiana
|: O Dio, salva lo Zar!
Forte e maestoso,
Regna per la gloria, Per la nostra gloria! :|
|: Regna sui nemici atterriti,
O zar ortodosso.
Dio, proteggi lo zar! :|